# Happy Nation
Happy Nation é o álbum de estreia do grupo de dance sueco Ace of Base, lançado em 1992. Este lançamento ocorreu apenas na Europa e América Latina.
Houve um segundo lançamento do disco para a Europa com o nome de Happy Nation - U.S. Version, que coincidiu com o lançamento da América do Norte, sob o título The Sign, com data de 23 de novembro de 1993.
The Sign está incluído na lista "Top 100 Bestselling Albums of All Time" pela RIAA. No Brasil, o álbum recebeu um certificado de ouro em 1995.
De destacar os três hits "The Sign", "All That She Wants" e "Don't Turn Around", que alcançaram as primeiras posições das tabelas em diversos países.

## Lista de faixas
| Happy Nation – Versão original de 1992 |                                        |                |                |                                    |         |  |
| N.º                                    | Título                                 | Letras         | Música         | Produtor(es)                       | Duração |  |
| 1.                                     | "Voulez-Vous Danser"                   | Joker Buddha   | Joker Buddha   | T.O.E.C. Joker Buddha              | 3:17    |  |
| 2.                                     | "All That She Wants"                   | Joker Buddha   | Joker Buddha   | Denniz Pop Joker Buddha            | 3:30    |  |
| 3.                                     | "Münchhausen (Just Chaos)"             | Joker Buddha   | Joker Buddha   | Denniz Pop Joker Buddha            | 3:27    |  |
| 4.                                     | "Happy Nation"                         | Joker Buddha   | Joker Buddha   | Joker Buddha                       | 4:11    |  |
| 5.                                     | "Waiting for Magic"                    | Joker Buddha   | Joker Buddha   | Joker Buddha                       | 5:17    |  |
| 6.                                     | "Fashion Party"                        | Joker          | Joker          | Joker Johnny Lindén Martin Selwall | 4:10    |  |
| 7.                                     | "Fashion Party"                        | Joker Buddha   | Joker Buddha   | T.O.E.C. Joker Buddha              | 3:52    |  |
| 8.                                     | "Fashion Party"                        | Joker Buddha   | Joker Buddha   | T.O.E.C. Joker Buddha              | 3:52    |  |
| 9.                                     | "My Mind" (Mindless Mix)               | Joker Buddha   | Joker Buddha   | Joker Buddha                       | 4:09    |  |
| 10.                                    | "Wheel of Fortune" (Original Club Mix) | Joker Buddha   | Joker Buddha   | T.O.E.C. Joker Buddha              | 3:58    |  |
| 11.                                    | "Dimension of Depth"                   | n/a            | Joker          | Joker Buddha                       | 1:45    |  |
| 12.                                    | "Young and Proud"                      | Joker Buddha   | Joker Buddha   | Joker Buddha                       | 3:54    |  |
| 13.                                    | "All That She Wants" (Banghra Version) | Joker Buddha   | Joker Buddha   | Denniz Pop Joker Buddha            | 4:14    |  |
| Duração total:                         | Duração total:                         | Duração total: | Duração total: | Duração total:                     | 49:21   |  |

### The Sign
1. "All That She Wants" (Berggren, Ekberg) - 3:34
2. "Don't Turn Around" (Hammond, Warren) - 3:51
3. "Young and Proud" (Buddha, Joker) - 3:56
4. "The Sign" (Berggren) - 3:12
5. "Living in Danger" (Berggren, Ekberg) - 3:43
6. "Dancer in a Daydream" (Buddha, Joker) - 3:39
7. "Wheel of Fortune" (Buddha, Joker) - 3:54
8. "Waiting for Magic" [Total Remix 7] (Buddah, Buddha, Joker) - 3:53
9. "Happy Nation" (Buddha, Joker) - 4:16
10. "Voulez-Vous Danser" (Buddha, Joker) - 3:20
11. "My Mind" [Mindless Mix] (Buddha, Joker) - 4:11
12. "All That She Wants" [Banghra Version] (Berggren, Ekberg) - 4:16

## Paradas
| Ano  | Parada        | Posição |
| ---- | ------------- | ------- |
| 1993 | Billboard 200 | 1       |